# Gwadar
Gwadar (گوادر in urdu) è una città del Pakistan, situata nella provincia del Belucistan.

## Geografia fisica
Gwadar è situata sulla costa meridionale del mar Arabico del Pakistan, nella distretto di Gwadar, nella provincia del Balochistan. Come Ormara più a est, Gwadar si trova su una penisola naturale a forma di martello che forma due baie quasi perfettamente semicircolari da entrambi i lati. La città si trova su un istmo stretto e sabbioso di 12 chilometri che collega la costa pakistana agli affioramenti rocciosi del mare arabo noto come il Promontorio di Gwadar o Koh-e-Batil, che raggiunge un'altitudine di 160 metri e si estende per circa 10 km da est a ovest con una larghezza di un chilometro e mezzo. L'istmo largo di appena 280 metri su cui si trova Gwadar separa le due baie semicircolari quasi perfette l'una dall'altra La baia occidentale è conosciuta come la Zirr di Paddi ed è generalmente poco profonda (circa 4m) con il massimo a 10 metri .
A est dell'istmo c'è il porto Demi Zirr, profondo, dove è stato costruito il porto di Gwadar. La zona a nord della città è piana e generalmente sterile. La scogliera in argilla bianca Koh-e-Mehdi (conosciuta anche come Jabal-e-Mehdi) è un'eccezione notevole e sorge notevolmente dai piani a nord-est di Gwadar. Il Koh-e-Mehdi presenta due picchi discreti, con un'altezza di 415 e 420 metri ed è di circa 6,5 km di larghezza e presenta scogliere forti che cadono precipitosamente nel Mar Arabico . A seguito di un terremoto nel settembre 2013 una piccola isola chiamata Zalzala Jazeera ("Isola Terremoto") si è formata a circa 2 chilometri dalla costa.

## Storia
L'area mostra di essere stata abitata già nell'età del bronzo con insediamenti intorno ad alcune delle oasi della zona. È da questo modello di insediamento che deriva la parola Makran, il nome originale del Balochistan. Per un certo periodo, era una regione dell'Impero Persiano Achemenide. Si crede che sia stato conquistato dal fondatore dell'impero persiano, Ciro il Grande. Durante la marcia di ritorno verso la Macedonia di Alessandro Magno, il suo ammiraglio Nearco guidò una flotta lungo la costa del moderno Makran e registrò che l'area era a clima secco, montuosa e abitata da Ichthyophagoi (o "mangiatori di pesci"), versione in greco antico della frase in persiano antico "Mahi khoran" da cui deriva la parola moderna "Makran".

Gwadar probabilmente corrisponde a Badara (Βαδάρα), città che Tolomeo, nella sua Geografia (VI, 8, 9), pone sulla costa della Carmania.

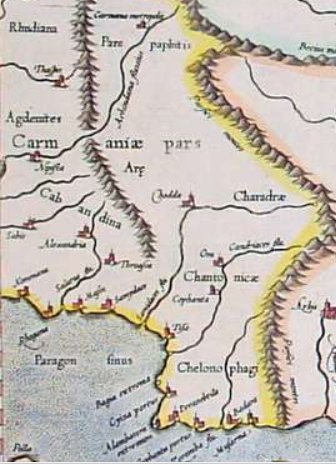
Mappa della Carmania dalla edizione di Munster della Geografia di Tolomeo. Badara è la penultima località sulla costa verso est

Dopo il crollo dell'impero di Alessandro, l'area fu governata da Seleuco Nicatore, uno dei suoi generali. Passò poi sotto il dominio dell'Impero Maurya intorno al 303 aC. La regione è rimasta ai margini della storia per un millennio, finché ʿUmar ibn al-Khaṭṭāb non catturò Makran nel 643 dC, per poi essere per un intervallo quasi equivalente di tempo (circa 900 anni) rivendicata da vari poteri. Questo periodo fu seguito da quasi due secoli di domini locali da parte delle tribù beluce, dopo aver resistito ai Portoghesi nel XV secolo.
Nel 1783 il Khan di Kalat Mir Noori Naseer Khan Beleuco concesse la "suzeraineté" su Gwadar al Sultano Tamerlano, il governatore sconfitto di Mascate. Quando in seguito il sultano riguadagnò Mascate, si assicurò il controllo di Gwadar nominando un "wali" ("governatore"). Questo  wali  ebbe poi il compito di sottomettere la vicina città costiera di Chah Bahar (ora in Iran). Il forte di Gwadar è stato costruito durante il domino omanita, mentre le linee del telegrafo furono successivamente estese nella città per gentile concessione del Regno Unito di Gran Bretagna e Irlanda. Alla metà del XVIII secolo Nassir I di Kalat catturò Gwadar e le sue aree circostanti dopo aver sconfitto la tribù beluce e le incluse nel Canato del Kalat.
Quando Saiad Sultan perse il potere insieme al fratello, il governatore di Mascate, e chiese aiuto, il Khan Nassir consegnò Gwadar, come parte della sua quota di entrate, a Saiad Sultan per il suo mantenimento con l'accordo che la zona venisse restituita a Kalat, quando Saiad Sultan avesse riacquisito il trono. Saiad Sultan salì al trono di Mascate nel 1797 ma non restituì mai l'enclave di Gwadar a Kalat. La lotta che seguì tra gli eredi del Sultano e i Khan di Kalat per il possesso di Gwadar, permise agli inglesi di intervenire. I britannici dopo aver ottenuto concessioni dal Sultano per l'uso della zona sostennero Mascate per mantenere il controllo di Gwadar. Più tardi, gli inglesi affermarono che la zona fu concessa al Sultano da Mir Nasir, tuttavia i conti locali e i documenti declassificati di quel tempo contestano questa pretesa. Dal 1863 al 1879 Gwadar è stata la sede di un Assistente Politico Britannico. Gwadar era un porto di due settimane per i vaporetti britannici di Steamship Navigation Company dell'India e comprendeva un ufficio postale e telegrafico britannico. Gwadar e la sua regione circostante sono rimaste proprietà d'oltremare del Sultanato di Mascate e Oman dal 1783 fino all'8 settembre 1958, quando il Pakistan ne acquistò il territorio. Il Pakistan assunse così il controllo dell'area che fu quindi integrata nella provincia del Belucistan il 1 luglio 1970 come distretto di Gwadar.

## Economia
Per la maggior parte della sua storia, Gwadar è stato un insediamento di piccole e medie dimensioni con un'economia fondata in gran parte sulla pesca artigianale. Il valore strategico della sua ubicazione fu riconosciuto per la prima volta nel 1954, quando venne identificato come sito idoneo per un porto di acque profonde dall'Indagine Geologica degli Stati Uniti su richiesta del Pakistan (mentre il territorio era ancora sotto il regno dell'Oman). Il potenziale portuale della zona non fu sfruttato dai successivi governi pakistani fino al 2001, quando iniziò la prima fase della costruzione del porto di Gwadar Fu così inaugurata dal generale Pervez Musharraf nel 2007 questa fase costruttiva dal costo totale di 248 milioni di dollari. Rimase inutilizzato dopo la costruzione per una serie di motivi, tra cui la mancanza di investimenti, le preoccupazioni in materia di sicurezza e il fallimento del governo del Pakistan nel trasferire il terreno come promesso all'operatore portuale: l'Autorità del Porto di Singapore
Nell'aprile 2015, il Pakistan e la Cina annunciarono la loro intenzione di sviluppare il Corridoio Cina Pakistan (CPEC) per 46,6 miliardi di dollari, che a sua volta fa parte dell'ambizioso progetto "Una cintura, una strada", a sua volta parte dell'ancora più ambiziosa Nuova via della seta Gwadar sarà fortemente coinvolta nel CPEC ed è anche previsto che sia il legame tra il progetto Una cintura, una strada e la Strada marittima della seta. 1.153 miliardi di dollari di progetti infrastrutturali saranno investiti nella città come parte del CPEC con l'obiettivo di collegare il Pakistan settentrionale e la Cina occidentale al profondo porto di mare. La città sarà anche il sito di un impianto per gas naturale liquefatto galleggiante che sarà costruito come parte del segmento Gwadar-Nawabshah del gasdotto Iran-Pakistan Oltre agli investimenti sotto l'egida diretta del CPEC nella città di Gwadar, nel giugno del 2016 la China Overseas Port Holding Company(COPHC) diede avvio ad un piano da 2 miliardi di dollari per la Zona Economica Speciale Gwadar, che viene modellato sulle linee delle Zone economiche speciali della Cina.. Nel settembre 2016 l'Autorità per lo Sviluppo di Gwadar pubblicò una gara d'appalto per la preparazione all'esproprio e spostamento della Città vecchia di Gwadar.